# وزنسنسک
وزنسنسک (به اوکراینی: Вознесенськ) شهری در استان میکولائیف در کشور اوکراین است. جمعیت این شهر ۳۴,۰۵۰ نفر (۲۰۲۱ تخمینی) است.

## نگارخانه

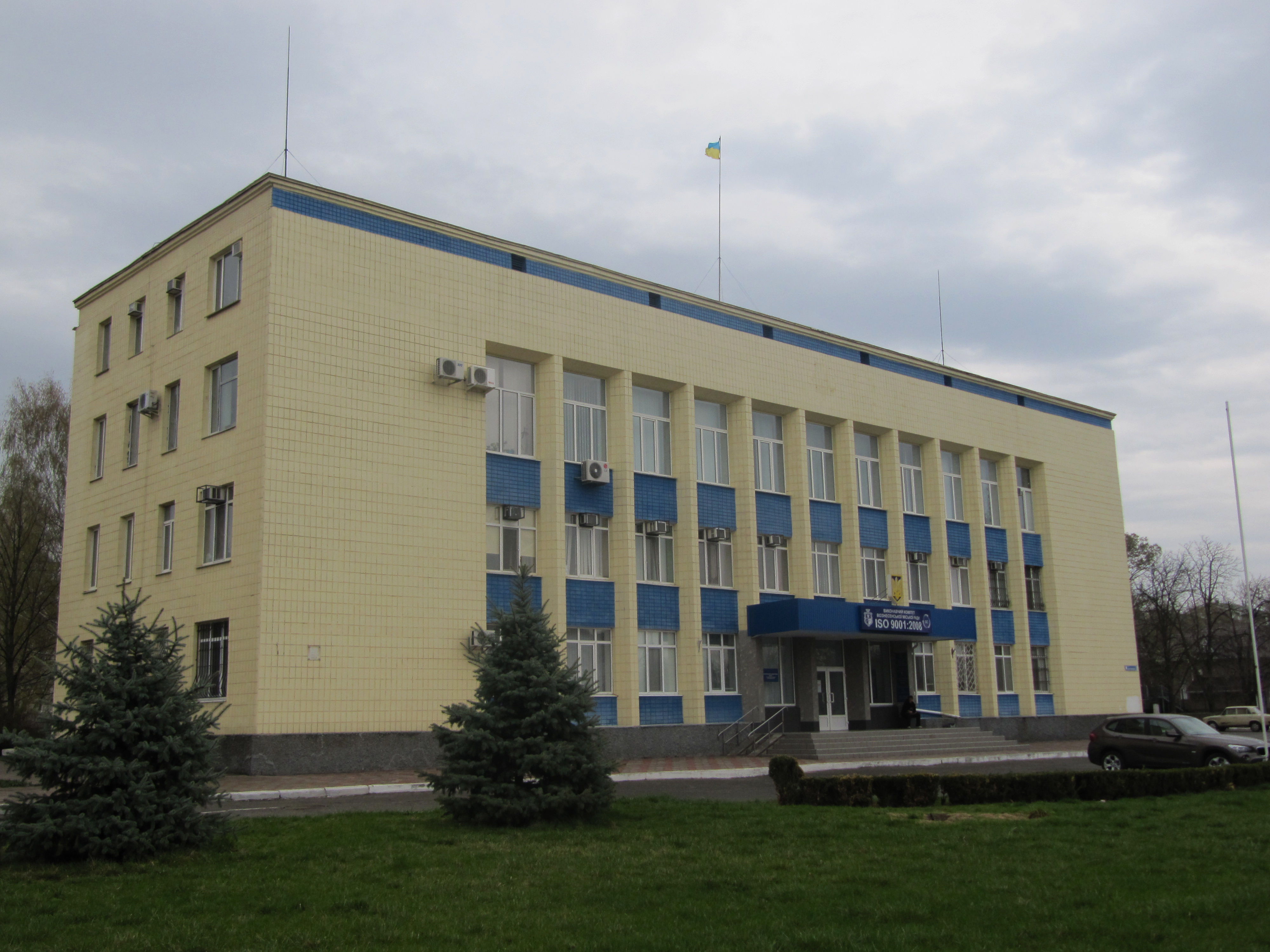
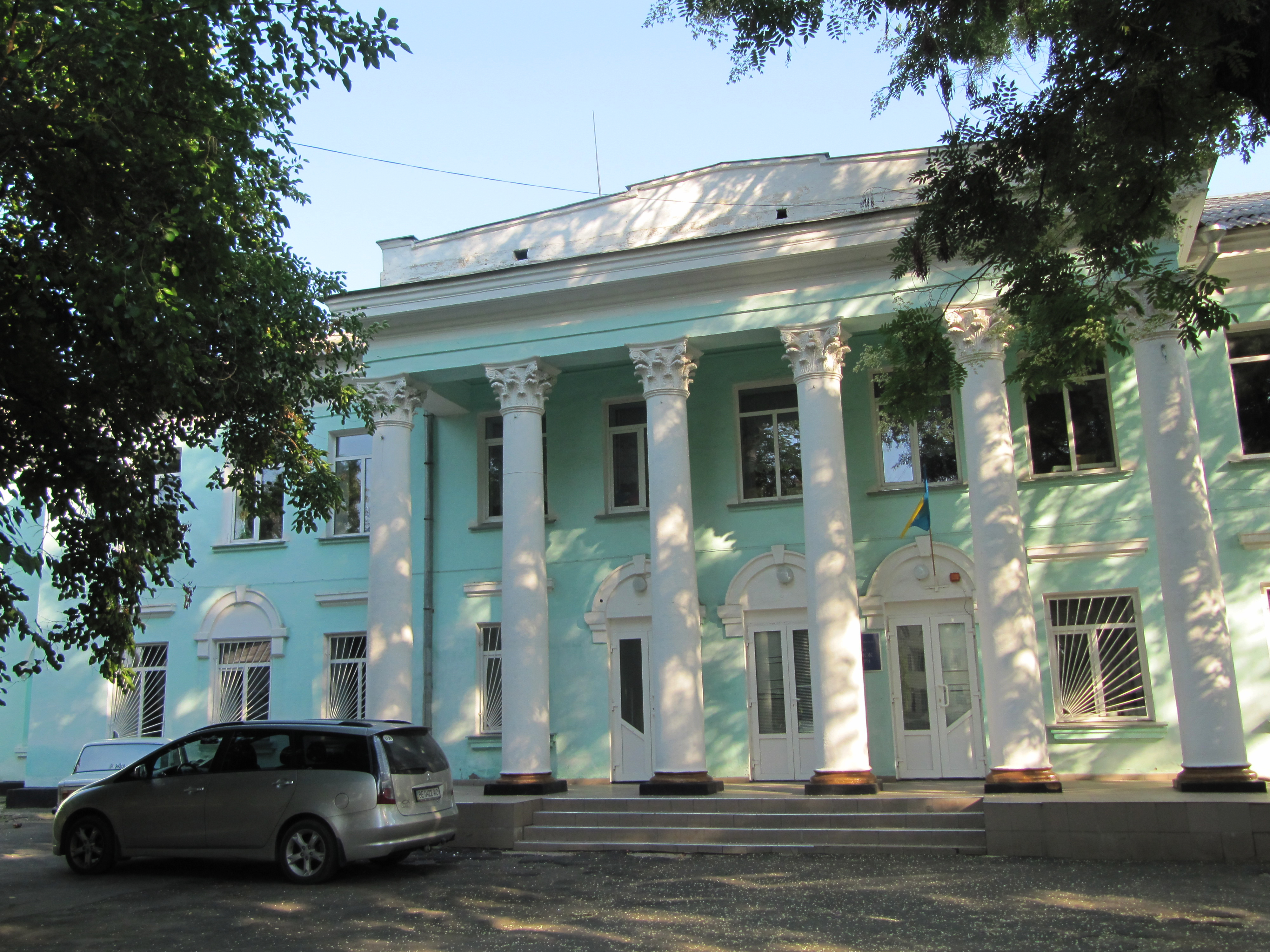
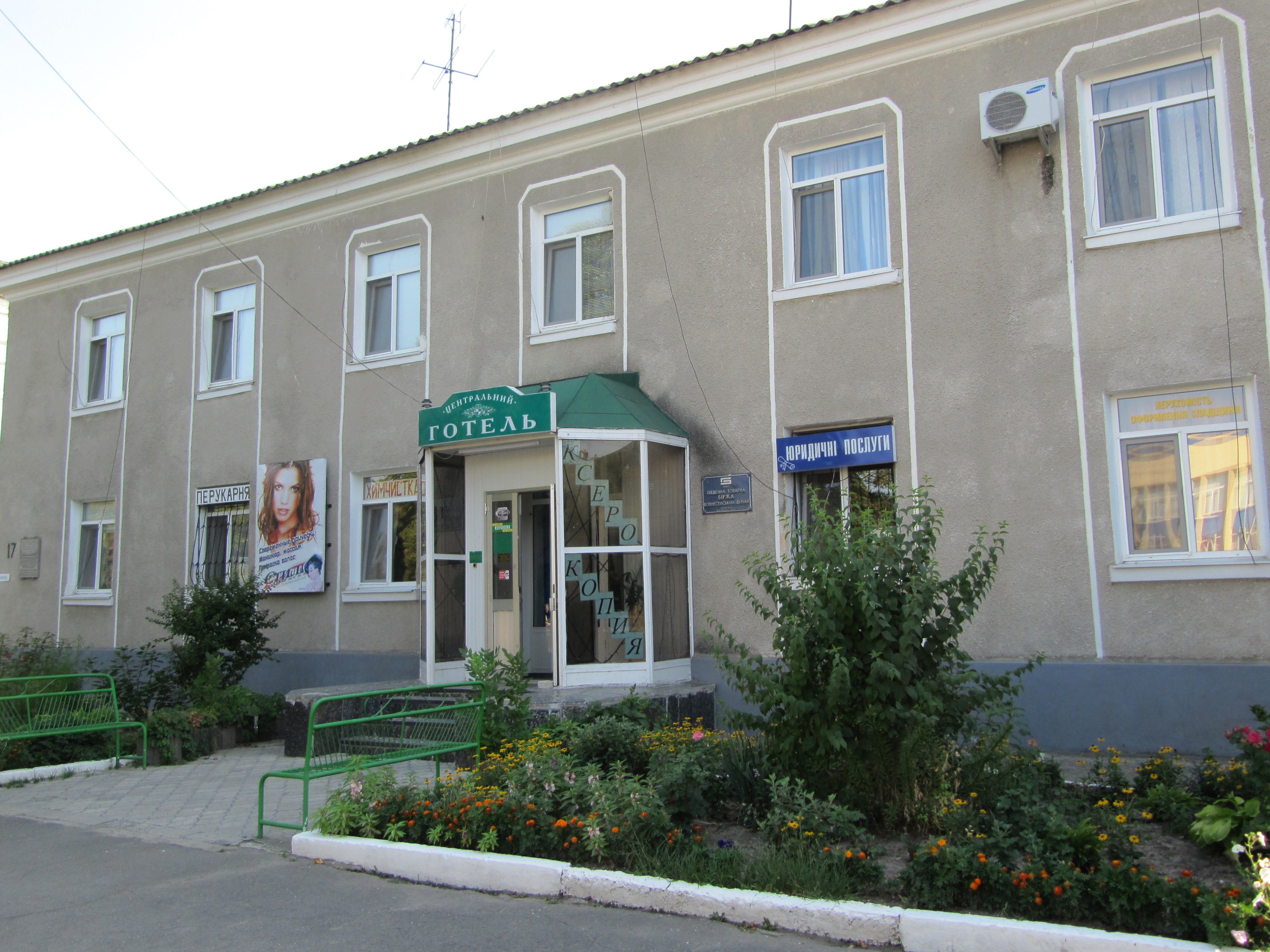
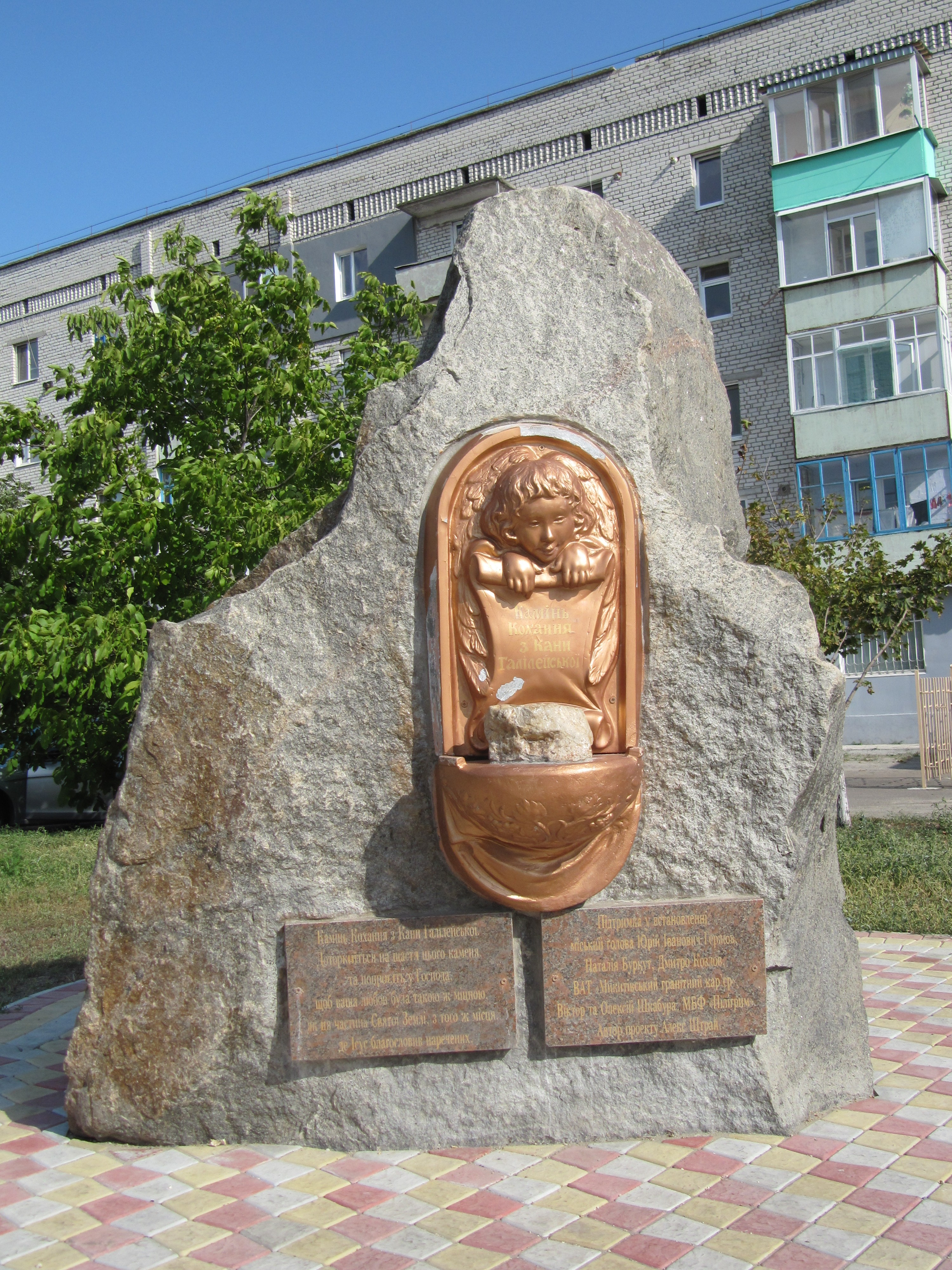
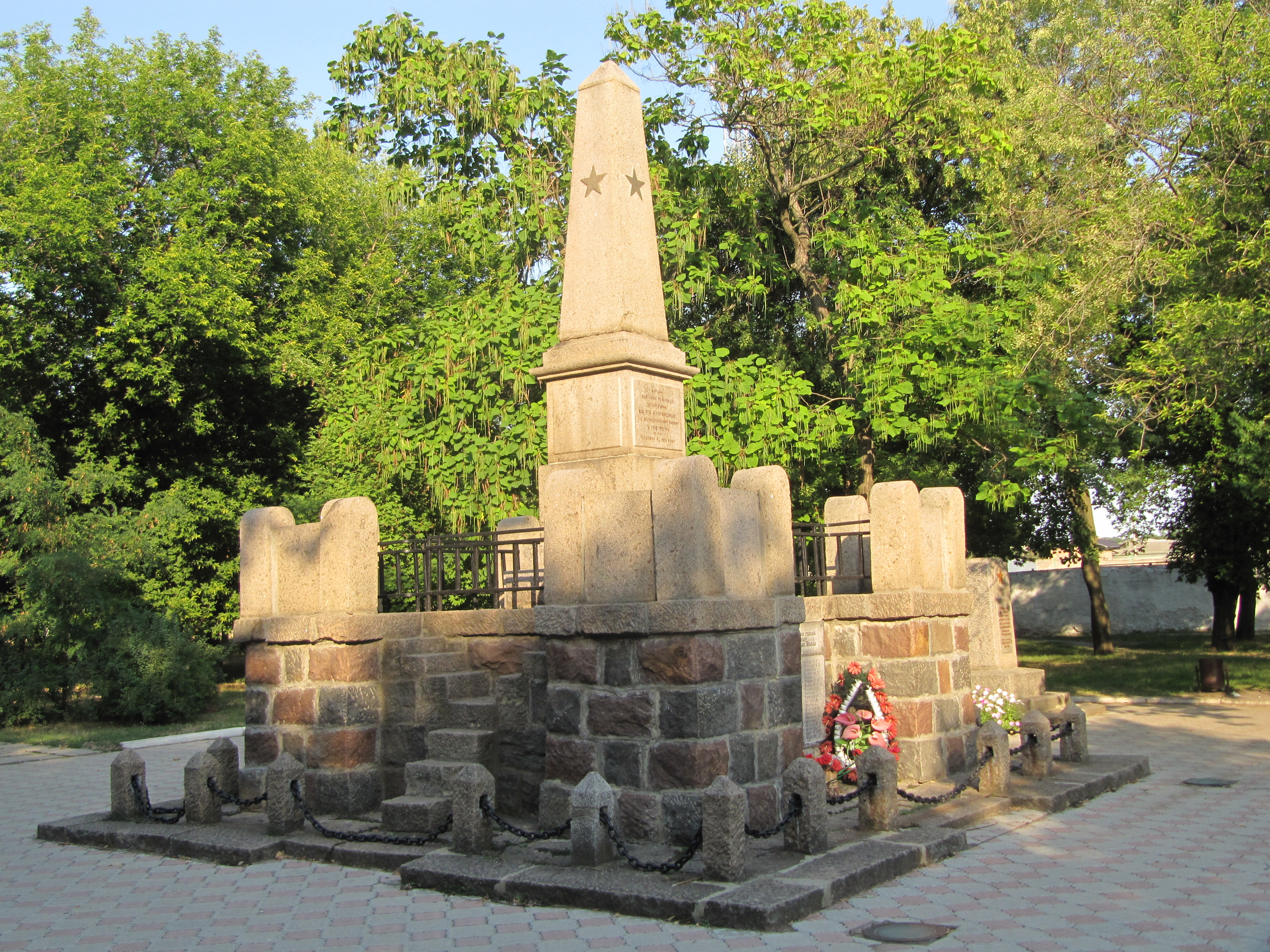
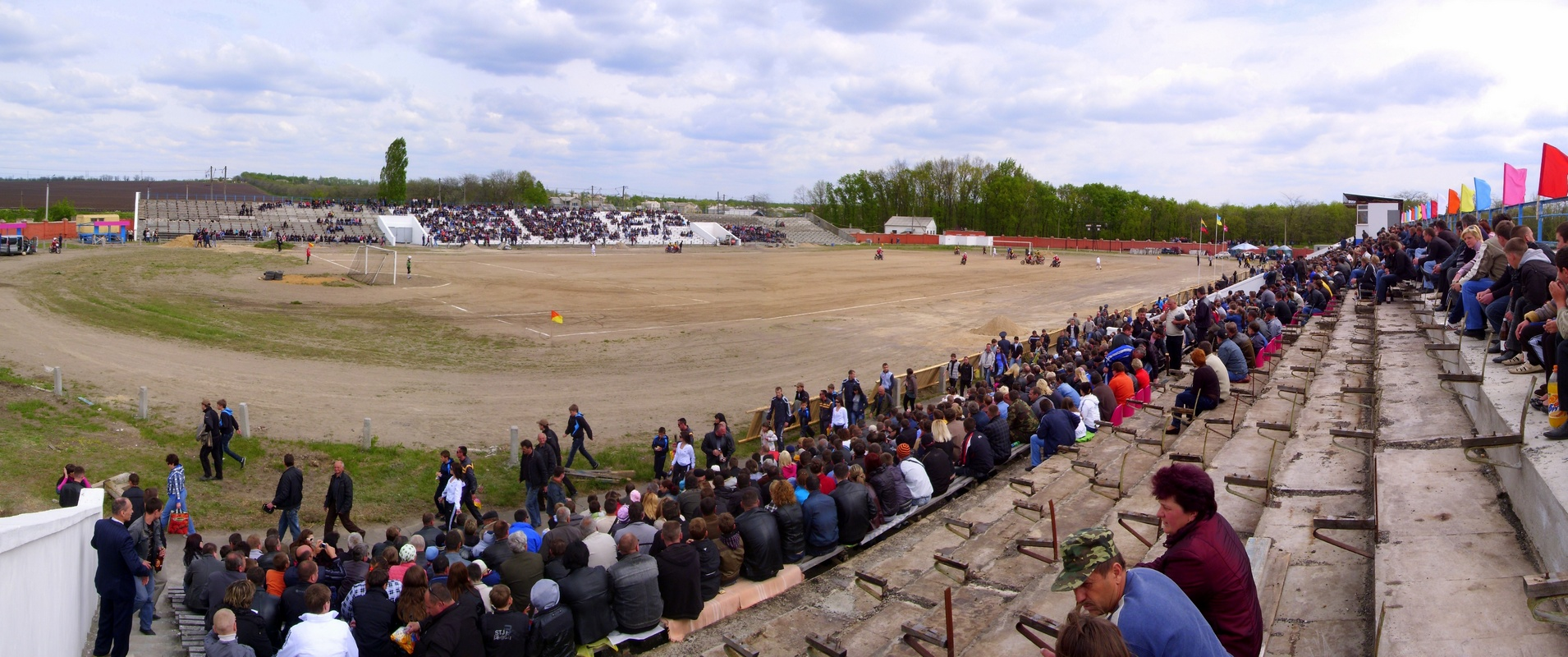
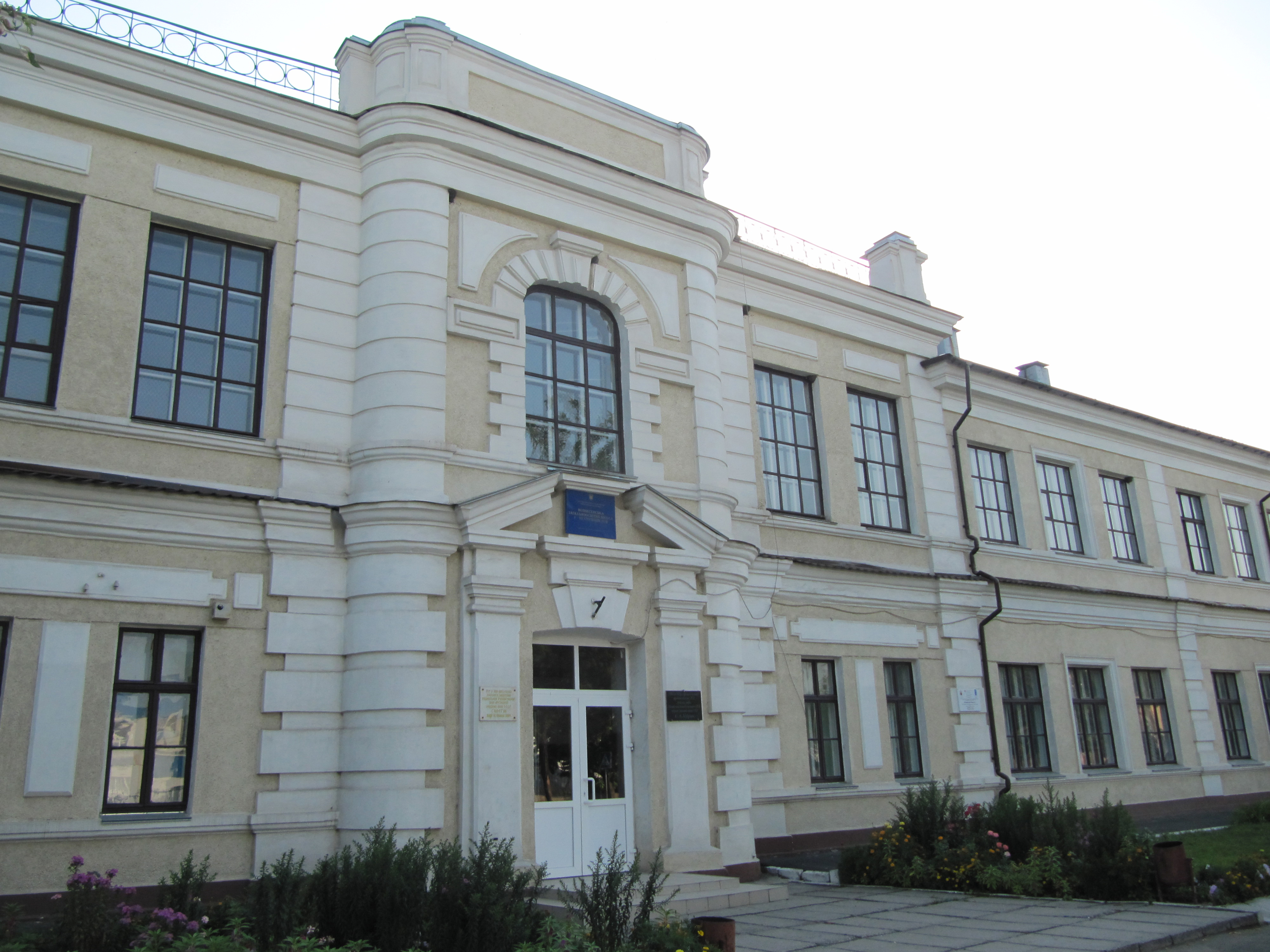